# Bosque nacional Green Mountain
El bosque nacional Green Mountain (en inglés: Green Mountain National Forest) es un parque nacional de los Estados Unidos ubicado en el estado de Vermont, que soporta una variedad de vida silvestre, incluyendo castores, alces, osos negros y venados de cola blanca. También soporta una abundante variedad de especies de aves. El bosque fue establecido en 1932, como resultado de la sobrexplotación no controlada, incendios e inundaciones. Consiste en más de 400,000 hectáreas; y es la mayor masa de tierra contigua en el estado. Dividido en las áreas al suroeste y central, el bosque tiene un total de seis áreas silvestres. Fueron diseñadas por el Congreso en la Ley de zonas silvestres de 1964 a ser áreas fuera de los límites de engranajes incluyendo bicicletas.
En orden descendente de la superficie terrestre está ubicada en partes del Condado de Bennington, Condado de Addison, Condado de Rutland, Condado de Windham, Condado de Windsor, y Condado de Washington. La sede del bosque está en Rutland, Vermont, junto a Finger Lakes National Forest en Nueva York.

## Áreas salvajes
Hay ocho áreas salvajes (wilderness areas) oficialmente designadas que se encuentran dentro del bosque nacional Green Mountain que son parte del Sistema Nacional de Preservación de Áreas Salvajes de los Estados Unidos.
- Big Branch Wilderness
- Breadloaf Wilderness
- Bristol Cliffs Wilderness
- George D. Aiken Wilderness
- Glastenbury Wilderness
- Joseph Battell Wilderness
- Lye Brook Wilderness
- Peru Peak Wilderness